# Bzou
Bzou är en ort i Marocko, som i folkräkningen räknas som stad i landskommunen med samma namn. Den ligger i provinsen Azilal och regionen Béni Mellal-Khénifra, 500 km sydväst om huvudstaden Rabat. Antalet invånare var 4 202 vid folkräkningen 2014.